# Lava di tipo AA

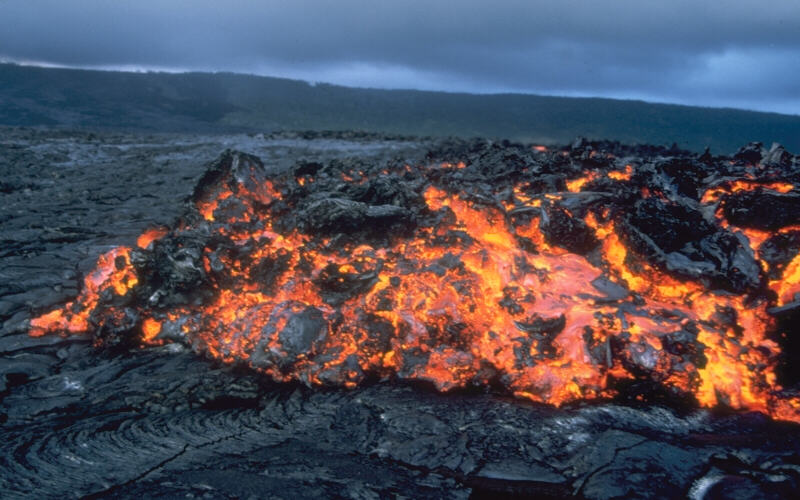
Fronte di lava di tipo AA

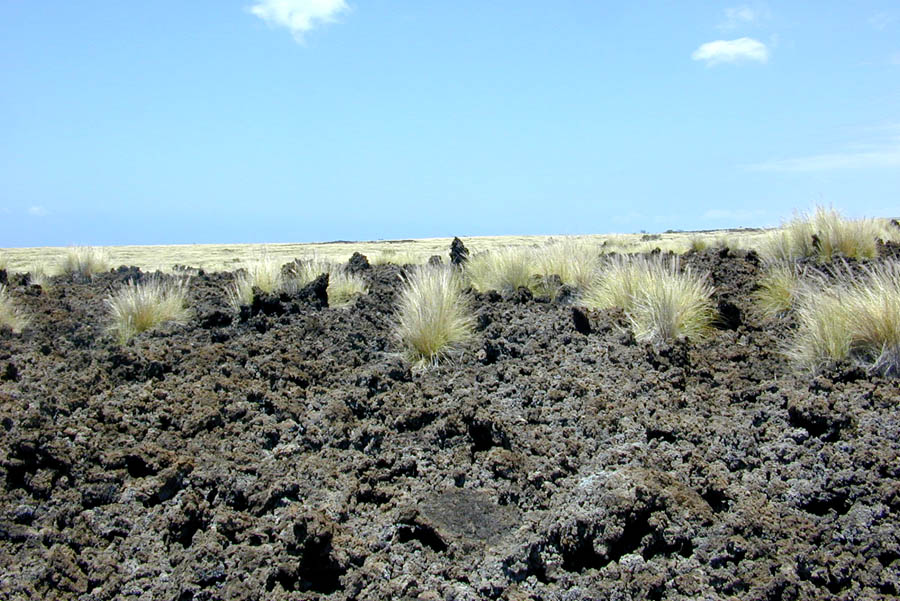
Vecchia superficie di colata AA, è ben osservabile il suo aspetto scabro ed irregolare, che rende difficile la deambulazione su di essa

La lava di tipo AA (da ʻAʻā che in hawaiano significa "bruciante, ardente", detta anche lava rotta, nella letteratura scientifica italiana e inglese riportata anche come aa o ah-ah) è un tipo di lava.
La definizione di "lava AA" fu introdotta nella letteratura scientifica da Clarence Dutton.

## Composizione
Le lave di tipo AA hanno composizione basaltica, ma generalmente con chimismo più acido e temperatura inferiore (1000-1100 °C) rispetto alle lave Pahoehoe; la differenza con quest'ultime è puramente morfologica (AA fratturate, Pahoehoe lisce) e non per la diversa viscosità.

## Formazione
Sono caratterizzate da mantelli di scorie spinose e vescicolate (dette clinker), formatesi per fratturazione (autobrecciatura) della crosta esterna solidificata da parte del flusso della colata. 
Poiché la parte della colata a contatto con il terreno è più fredda rispetto alla superficie esterna, la base avanza più lentamente. Per questo motivo, la zona superiore del fronte tende a sporgere in avanti, a frantumarsi e a far ricadere il detrito davanti e lateralmente alla massa che avanza. Questo materiale viene poi ricoperto e trasportato in avanti dal flusso lavico. 
Spesso la colata può avere caratteristiche pahoehoe in vicinanza del centro eruttivo ed assumere poi le caratteristiche di un flusso AA con la distanza.

## Sezione interna
Una volta raffreddata, all'interno di una colata "AA" si possono identificare, in senso verticale, tre strati: 
- Uno strato superiore, che comprende le strutture superficiali ed una sezione di lava massiva fratturata. Questo strato tende ad aumentare di spessore nel senso di direzione della corrente, passando da misure centimetriche a metriche.
- Un secondo strato, che comprende la parte centrale del flusso ed è costituito da un livello di lava massiva spesso vescicolata dalle bolle di gas che, formandosi mentre il flusso è in movimento, si presentano nella massa raffreddata con forme irregolari e distorte (generalmente curvate nella direzione del flusso). Poiché il gas tende ad uscire verso l'alto, le bolle si concentrano verso la parte superficiale della colata.
- Un terzo strato infine si trova nella parte inferiore della colata e comprende la base irregolare della lava massiva ed il deposito detritico sottostante. Questo strato può essere assente nelle piccole colate.